# Naja nubiae
A Naja nubiae é uma espécie de  cobra cuspideira nativa da África.

## Descrição
Uma cobra cuspideira de tamanho relativamente pequeno. O comprimento máximo registrado é de 1,48 m. Em 2024, um espécime capturado em Luxor, Egito, atingiu 1,80 m.

### Coloração e padrão
Corpo acinzentado-marrom, com a base das escamas e a pele entre elas de cor preta. A barriga é ligeiramente mais clara. Apresenta uma faixa escura na nuca, um anel escuro na garganta e no pescoço, e geralmente uma faixa adicional na barriga; essas faixas podem desbotar com a idade. Escamação: 207–226 escamas ventrais, 58–72 subcaudais, 23–29 fileiras de escamas ao redor do pescoço, 23–27 fileiras de escamas no meio do corpo, 1–2 escamas pré-oculares, 6–8 supralabiais.

## Distribuição
Possui uma distribuição dispersa no nordeste da África: Egito (Vale do Nilo), Sudão (Vale do Nilo, Darfur), oeste da Eritreia, Chade (Planalto de Ennedi [en]) e Níger (Montanhas de Aïr).

## Taxonomia
Anteriormente, era confundida com a espécie  Naja pallida, mas foi diferenciada com base em análises detalhadas morfológicas e de DNA mitocondrial.